# Lillie-Trichrom-Färbung
Die Lillie-Trichrom-Färbung ist eine histologische Trichrom-Färbungsmethode.

## Eigenschaften
Die meisten Varianten der Lillie-Färbung erzeugen rot gefärbtes Keratin und Muskelfasern, blaues oder grünes Kollagen und Knochen, rosa Zytoplasmata und braun-schwarze Zellkerne. Die zu färbenden Objekte werden nach der Fixierung zur Färbung der Zellkerne in Eisen-Trioxyhämatein nach Hansen oder Eisen-Trioxyhämatein nach Hansen getaucht. Anschließend erfolgt die zytoplasmatische Färbung mit Biebricher Scharlach in wässriger Essigsäurelösung. Die nächste Lösung enthält Wolframatophosphorsäure und Molybdatophosphorsäure. Abschließend werden die Proteinfasern mit Fast Green FCF gefärbt. Alternativ kann auch eine Blaufärbung mit Methylenblau, Wasserblau oder Anilinblau verwendet werden.

## Varianten
Die Masson-Trichrom-Färbung verwendet als roten Farbstoff Säurefuchsin und Ponceau 2R und als grünen Farbstoff Lichtgrün SF. Die Masson-Goldner-Trichrom-Färbung verwendet zusätzlich Orange G, enthält jedoch keine Phosphorwolframsäure. Die Masson-Trichrom & Verhoeff-Färbung ist eine Färbekombination, die zur Färbung von Blutgefäßen und zur Unterscheidung von Arterien und Venen verwendet wird, da die Verhoeff-Färbung Elastin schwarz färbt.

## Geschichte
Die Lillie-Trichrom-Färbung wurde 1945 von Ralph Dougall Lillie (1896–1979) entwickelt. Sie ist eine Weiterentwicklung der Masson-Trichrom-Färbung.